# 路障事件
路障事件是指1991年1月13日—27日拉脱维亚独立运动人士与苏联军队对抗的事件，主要发生在拉脱维亚首都里加。此次事件得名于拉脱维亚人在各处设置的路障。
翌年前，拉脱维亚最高苏维埃通过了《重建独立的拉脱维亚共和国》这一法案，并预料到苏联军队会试图用武力重新控制拉脱维亚。在1月初苏联的特别用途机动单位（OMON）袭击里加以后，拉脱维亚政府号召人民建立路障来保护可能被攻击的目标（主要在首都里加以及附近的烏爾布羅卡、库尔迪加和利耶帕亚。六人在后来的冲突中被杀，数人因苏联OMON枪击或殴打而受伤。

## 背景
第二次世界大戰期間拉脫維亞被蘇聯佔領。在1985年，戈巴契夫推出改革重組和開放政策，希望能夠改變蘇聯的經濟狀況。這些改革同時放寬了蘇聯在政治自由上的限制。隨著政治的開放也產生了意料之外的後果，過往蘇聯政府所否認以及保密的事件的曝光，使民衆對政府造成不滿，政府對蘇聯－阿富汗戰爭和車諾比核事故的處理手段更加深化了這種不滿。而蘇聯中央政府長期打壓的民族主義情緒也開始在蘇聯加盟共和國中蔓延。
對蘇聯政權的大型游行示威已經開始。在拉脫維亞也已經開展了獨立運動。獨立運動的支持者——拉脫維亞人民陣綫，拉脫維亞綠黨，拉脫維亞民族獨立運動——贏得1990年3月18日拉脫維亞蘇維埃社會主義共和國最高蘇維埃的選舉，並組成拉脫維亞人民陣綫陣營，留下親蘇的平權黨成為反對派。
在1990年5月4日，拉脫維亞最高委員會，也就是之後的拉脫維亞議會宣佈拉脫維亞獨立宣言並開始脫離蘇聯。蘇聯對以上行爲不予承認並認爲是違反蘇聯憲法。結果，拉脫維亞與蘇聯以及獨立派與親蘇派（如拉脫維亞勞動人民國際陣綫、拉脫維亞共產黨及其全拉脫維亞公衆拯救委員會）之間的關係變得日益緊張。

## 蘇軍鎮壓的威脅
親蘇陣營開始嘗試以武力來奪取在拉脫維亞的權力。一系列的炸彈爆炸事件發生在1990年12月，蘇聯元帥德米特里·季莫費耶維奇·亞佐夫承認軍方與頭四起的爆炸事件有關，其他爆炸事件的主謀未知，親共黨媒體把這些事情歸咎與拉脫維亞民族主義分子所爲。
蘇聯政府以及其他親蘇團體揚言威脅會宣佈緊急狀態，授予戈巴契夫在拉脫維亞的無限權力以及軍方會實施在波羅的海的加盟共和國的命令。當時蘇聯軍隊、OMON和KGB均駐扎在拉脫維亞。1990年12月23日KGB的大型戰鬥群在尤爾馬拉被曝光。當時有傳言指將會有政變和獨裁統治。蘇聯外交部長爱德华·谢瓦尔德纳泽在12月20日辭職時對此深信不疑，並寫到獨裁統治將會來臨。
在1990年12月11日，人民陣綫發佈了聲明，指無需擔心害怕蘇聯總統行使無限權力，而每個人也應該準備思考一下如果行使了無限權力後應該做些什麽。人民陣綫也提出一些建議給人們，一旦蘇聯成功鎮壓之後要怎麽做。這些計劃顯示出對獨立的支持和引起國際社會的注意，游説在拉脫維亞的俄羅斯裔人加入志願衛隊，尤其是那些軍官們，解釋人民陣綫的理念和俄羅斯民主派人士相同。這樣做同時也爲了保護當地的經濟和保持資訊流動。
萬一蘇聯成功控制拉脫維亞，計劃會提倡人們進行公民不合作運動—無視蘇聯當局的任何命令與要求，以及蘇聯提倡的選舉與公投，進行罷工及按章工作以削弱蘇聯經濟，或進行非法工作以支持獨立運動和幫助獨立運動支持者打入蘇聯機構工作。最後，仔細記錄蘇軍在緊急狀態中的任何罪行。

## 一月初的攻擊

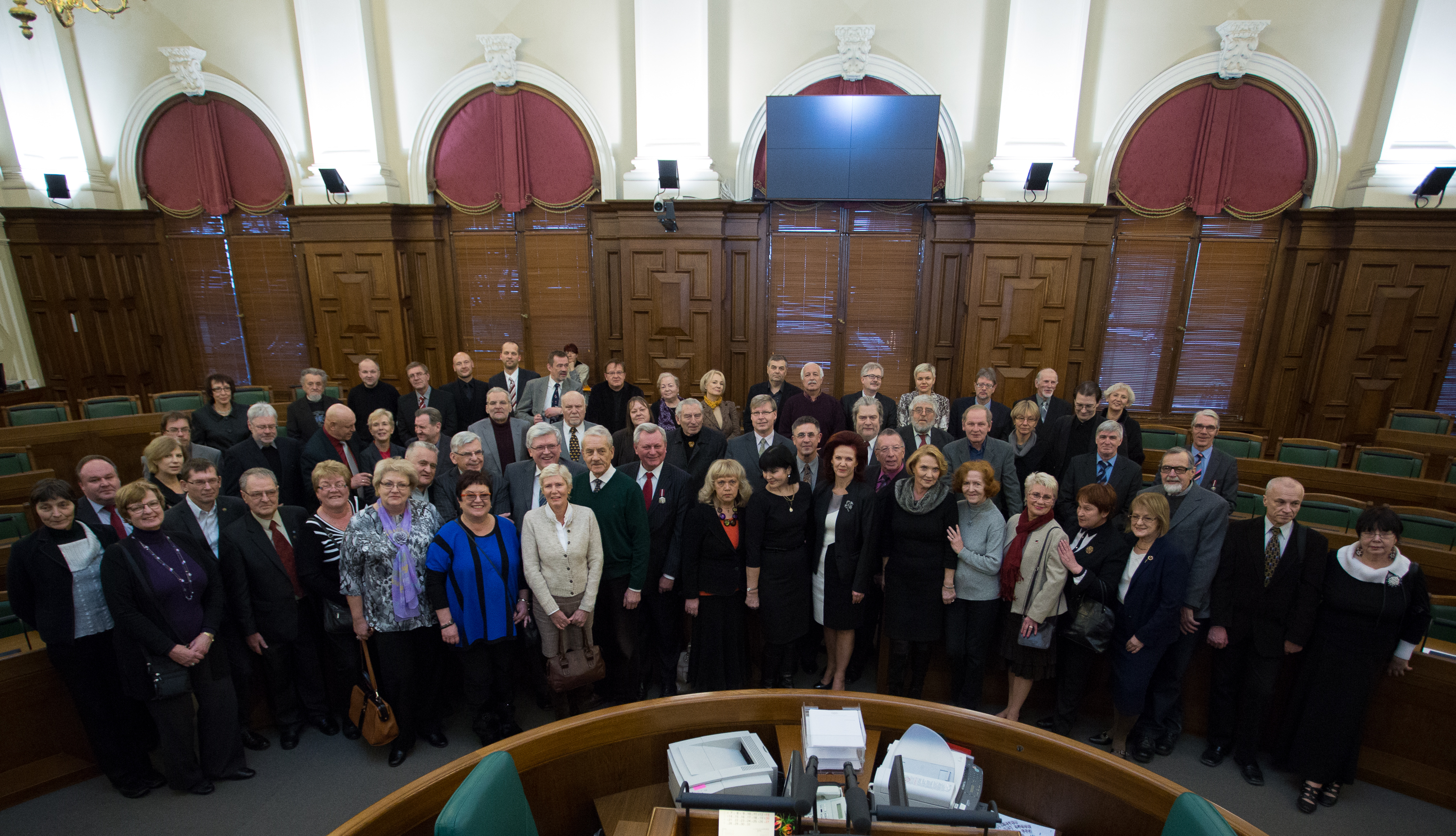
一些親歷路障事件的記者的合影（2013年）

1991年1月2日OMON奪取拉脫維亞國營的出版機構（出版社），並攻擊正在記錄事件的警官。拉脫維亞最高委員會開會報告稱的主管被挾持，其他員工雖然在到身體上和精神上的虐待，可能被允許離開出版社。最高委員會官方認定接管出版社作為拉共的一部分是為非法行動。
人民陣綫在共產黨黨部大樓前組織了抗議活動。出版社因只出版親蘇刊物而處於半癱瘓狀態。1月4日OMON奪取了維茨米爾格拉維斯的電話機房，据推測這是由於OMON所用的電話線被切斷。此後OMON奪取了内政部，但電話線沒有切斷，因為害怕OMON的攻擊會影響到國際電信交換。不同於OMON軍官所宣稱的是鮑里斯·普戈和米哈伊爾·戈巴契夫都稱他們沒有得到這次攻擊的任何資訊。同時，蘇軍正在行進——同一天情報單位已抵達里加。
隨後1月7日，隨著戈巴契夫的命令，德米特里·亞佐夫派遣突擊隊單位進駐含拉脫維亞在内的幾個蘇聯加盟共和國。
1月11日，波羅的海軍區軍事會議召開。會議決定用機槍武裝蘇聯軍官和預備人員。公開行進的蘇軍部隊及軍事裝備出現在里加街頭。一些親獨立派和親蘇派的集會皆在1月10開始。國際陣綫集會呼籲拉脫維亞政府辭職。一些五萬人的群體在軍方的要求下嘗試闖進内閣大樓。

## 修築路障
1月11日，蘇軍發起對鄰國立陶宛的攻擊。

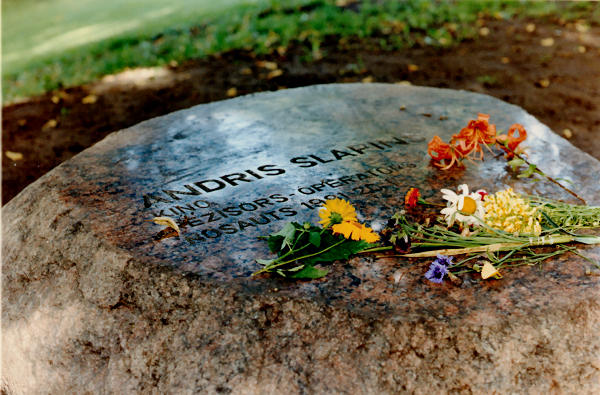
攝影師Andris Slapiņš的紀念碑，他在此地因為1月20日針對拉脫維亞内政部的攻擊而遇襲身亡。

1月12日，人民陣綫宣佈次日在全國範圍内示威游行，以支持拉脫維亞合法選出的政府及引開戰略目標。俄羅斯蘇維埃聯邦社會主義共和國最高蘇維埃主席團呼籲蘇聯政府從波羅的海三國撤軍。拉脫維亞政府領導人與戈巴契夫會面，他曾保證不會動用武力。當晚人民陣綫在知悉蘇軍在立陶宛攻擊維爾紐斯電視塔並打死13人之後，呼籲人民團結起來去保衛戰略目標。由於波羅的海三國在前一年的歌唱革命中恢復其獨立地位的共同努力，對其中一國的攻擊被認為是對三國的全面襲擊。
1月13日4:45分，人民陣綫通過拉脫維亞廣播電台號召民衆在里加主教座堂廣場集結。中午12:00最高委員會開會討論防禦問題。14:00人民陣綫示威游行開始，約70萬人行動起來，蘇軍直升機向人群播撒傳單予以警告。人民陣綫呼籲修築路障。最高委員會在示威之後再次召開會議。議員被要求留在最高委員會過夜。夜間會議呼籲蘇軍同袍不要服從命令對平民動武。晚上，隨著政府的命令，農業和工程機械及卡車滿載木材駛進里加去修築路障。卡車、重型機械和農業機械被帶入市區阻塞街道。民衆已經集結了一天，一部分因為人民陣綫在早晨的要求進入里加主教座堂廣場。其他人則在中午的游行後集結。他們包括大學生和教師。一些人是被雇主和母校組織起來。不少家庭男女老少都一起到來。此時大多數人都已經為可能發生的事做好了準備。人們來自全國各地。路障在很大程度上被視為非暴力抵抗的一種形式，人們已經準備組成人盾。然而，多數人用一切能用的東西自行武裝起來，小到一塊金屬片，大到專門製作的盾牌及民防裝備。有些人還準備了莫洛托夫鷄尾酒，但都被沒收以避免火災。拉脫維亞軍人用半自動武器和手槍武裝起來。
拉脫維亞政府後來被指責沒有提供武器。但實際上已經有所準備，因為OMON奪取内政部時收走了數量可觀的武器（據稱裏面有200條槍）。
卡車裝載了建築垃圾、木材和其他載物。大型混凝土塊、墻體、鐵絲網及其他材料也被使用。建造工作從1月13日開始，約3個小時完成。主要的戰略目標有最高委員會大樓（老城區聖雅各伯主教座堂附近）、内閣（市中心聖誕主教座堂附近）、拉脫維亞電視台（在兔島）、拉脫維亞廣播電台（老城區里加主教座堂附近）、國際電信交換機房（市中心）、烏爾布羅卡電台和橋梁。路障也在國内其他地方建起，包括利耶帕亞和庫爾迪加。
美國援外合作組織人員被帶去記錄事件，不僅是為了財會目的和個人紀念品，也是為了向全世界展示所發生的事。當時大約300名外國記者在里加工作。拉脫維亞政府保證提供外國刊物並隨時更新。
許多戰略目標主要是出於資訊傳遞的重要性。這保證了如果蘇軍開始發起進攻，拉脫維亞武裝能有足夠長的時間堅守這些陣地以讓世界其他地方知悉。國際電信交換對保持與外國的聯係和對蘇聯其他地方的聯係是重要的。立陶宛的案例常被提及。在蘇軍進攻後對外聯係被部分中斷。外國對立陶宛的通訊則通過里加傳遞。拉脫維亞廣播電台和電視台在路障事件期間整日照常工作。
廣播在路障事件中扮演了重要角色。被用於組織飯點和安排睡覺時間，號召民衆團結（如來自同一所大學的學生），以及多場會議。藝術家被邀請提供文娛活動。林務員被要求為堅守路障者提供木柴。食物及飲品由多家公共機構提供。許多善意者提供護膝、手套及點心。睡覺地點通常難以找尋——學校可能會被使用。許多人睡在路障或在家裏。一些人遭遇了并非冬季、疲倦或者壓力等因素加重的健康問題。
急救點被建立起來，包含附加的醫療供應和裝備，有些基於已有的地點。病床被大量設置並擁有來自當地醫生組成的醫療隊。人員變更由日常輪換組成——想要尋求工作、學習或回家的人會被完成日常事務返回路障的人替代。大多數去路障的工人不論是否在建造後來都收到常規薪資。總理伊瓦爾斯·戈德馬尼斯照常與修築個人路障的指揮者開會，人民陣綫也參與討論戰略。當時決定通過派遣武裝來强化對最重要對象的保護。路障的供應由人民陣綫協調，個人路障由地方組織。因此來自維澤梅的人受指派修築的路障由維澤梅郊區的人民陣綫監督。親蘇武裝試圖向路障滲透以從内部破壞。有關進攻計劃被制定的謠言傳開了。

## 衝突
1月14日，波羅的海軍區司令官費奧多爾·庫兹民對拉脫維亞最高委員會主席安納托利·戈布諾夫發出最後通牒，要求廢除之前所通過的法令。OMON攻擊了布拉薩和維茨米爾格拉維斯的橋梁。當日有17輛卡車被燒。1月15日夜，OMON兩次進攻明斯克軍事學院里加校區。隨後那一天一萬人聚集起來參加國際陣綫的集會，會上全拉脫維亞公衆拯救委員會宣稱接管拉脫維亞全部權力。這個宣告被蘇聯媒體發佈。
1月16日，最高委員會組織議員在最高委員會大樓過夜以確保必要時集齊法定人數。下午4:45分，又一次攻擊在維茨米爾格拉維斯的橋上發生，拉脫維亞交通部長的司機Roberts Mūrnieks被自動武器一槍擊中頭後部，並在里加第一醫院搶救時於下午6:50身亡，成為路障事件中第一個犧牲者。另外兩人也受了傷。下午6:30 OMON進攻布拉薩的橋梁，擊傷一人。另有一場爆炸在下午8:45發生。
1月17日，警報在路障事件中響起，拉共罷工委員會宣稱法西斯主義在拉脫維亞重生。蘇聯最高蘇維埃代表訪問里加。回到莫斯科後，代表報告稱拉脫維亞支持蘇聯總統建立無限權力。
1月18日，最高委員會決定建立國民自衛委員會，人民陣綫撤回呼籲民衆保衛路障的號召。

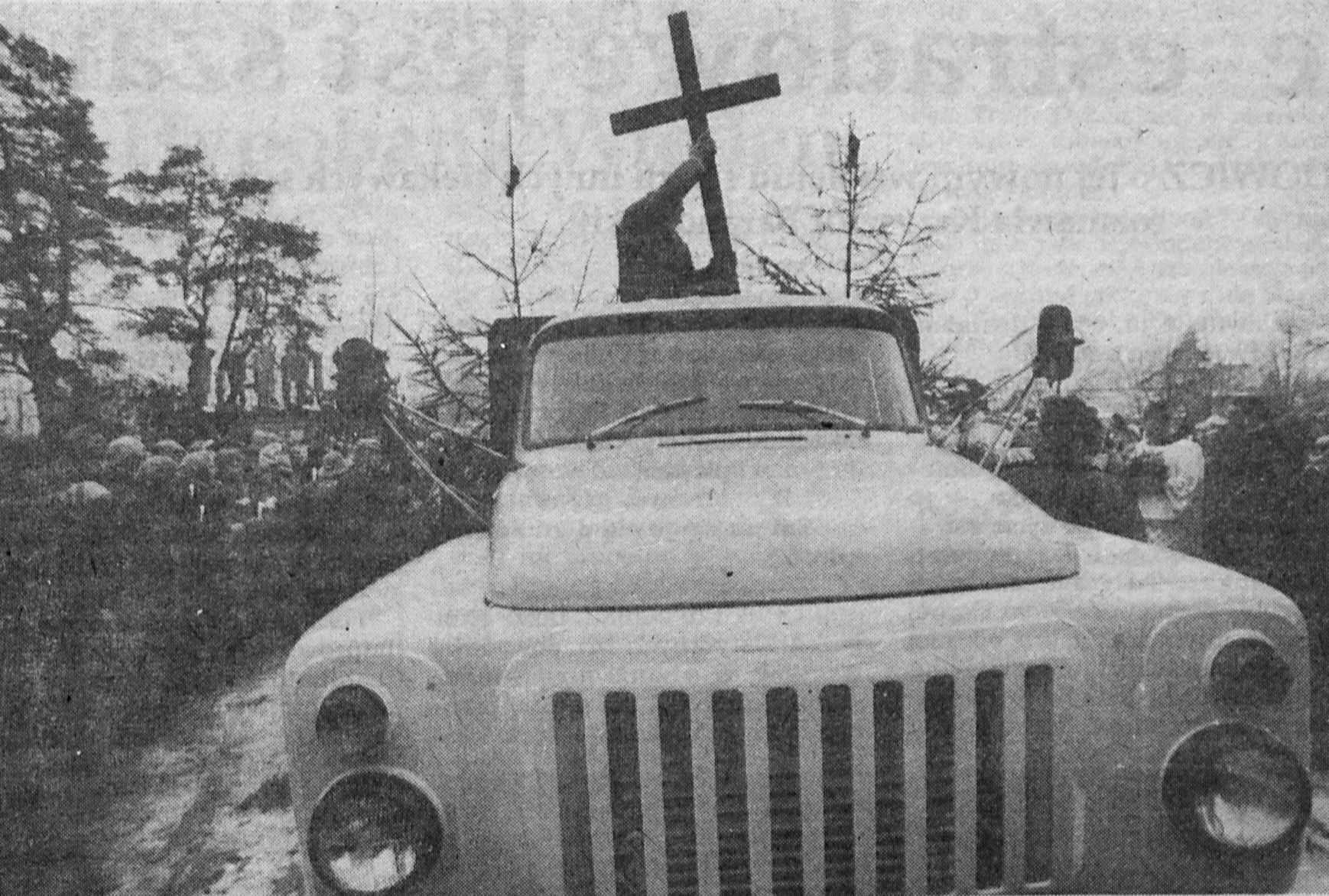
Roberts Mūrnieks的葬禮

1月19日，Roberts Mūrnieks的葬禮轉變為一場示威游行。當晚OMON抓捕並毆打五名自衛隊志願者。
1月20日，約10萬人在莫斯科集會以表達對波羅的海三國的支持，呼籲蘇聯軍官從維爾紐斯的事件中撤軍。當晚成為路障事件中死亡最多的時期，隨著OMON未識別的武裝部隊攻擊拉脫維亞内政部。兩名警察（Vladimirs Gomanovičs和Sergejs Konoņenko）、攝影師兼導演Andris Slapiņš及17嵗學生Edijs Riekstiņš被殺。Gvido Zvaigzne受到致命傷并於2月5日身亡。四名包斯卡警察受傷，還有五名路障事件參與者、一位匈牙利人János Tódor、芬蘭記者兼導播Hannu Väisänen及俄羅斯電視節目《Vzglyad》攝影師弗拉基米爾·布里兹涅夫。據稱襲擊者也深受其害。戰鬥過後，OMON轉移進拉共黨部大樓。1月20日，政府催促將路障的控制權移交給政府武裝。這引起一些人不滿。這一意見在部分路障因為政府取得控制而被拆除的同時被强制實行。
1月21日，最高委員會號召年輕人應聘執法系統的工作。戈布諾夫前往莫斯科去會見戈巴契夫去討論拉脫維亞的狀況。1月22日，普戈否認他下令攻打内政部。有其他人在路障事件中喪生。
1月24日，内閣建立公共安全部門以保衛路障。
1月25日，隨著1月20日犧牲者葬禮的結束，路障保衞者離開。

## 事後

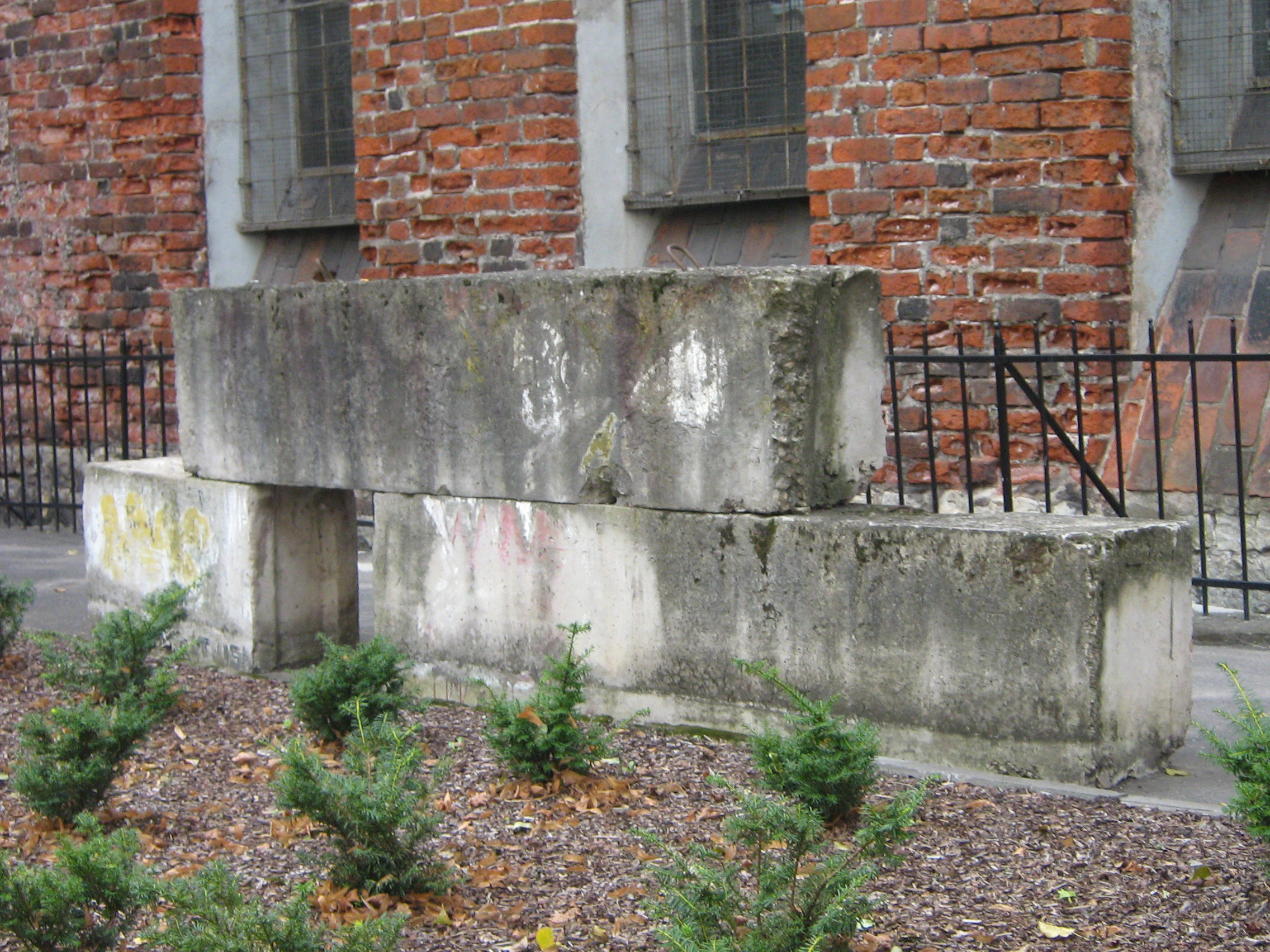
2007年拉脫維亞議會附近殘留的路障用混凝土塊

實際的路障在里加保留了很長一段時間，例如，那些建在議會的路障在1992年秋才被拆除。在三月，部分出於對一月事件的回應，另有部分因為即將到來的保留聯盟的公投，拉脫維亞人打算抵制，獨立公投有四分之三投票者選擇獨立。拉脫維亞後來又進一步遭到親蘇武裝襲擊——5月23日，OMON對五個拉脫維亞邊境檢查站發動襲擊，八一九事變期間，幾個路障事件期間保衛過的戰略目標被奪取，一位平民（司機Raimonds Salmiņš）被蘇軍殺害。政變促使原本試圖推進從蘇聯完全獨立的拉脫維亞政府於9月6日得到蘇聯承認。蘇聯於1991年12月解體。

## 責任
主要的進攻是由里加的OMON部隊發動，然而，其他攻擊部隊也在對内政部的攻擊中出現。有人推測那些是在維爾紐斯的攻擊行動中出現的阿爾法小組。在電影導演Juris Podnieks的專訪中，一位OMON軍官稱那些部隊原本計劃是去進攻里加而非維爾紐斯。最後，在維爾紐斯的進攻開始前一周，計劃突然改變。他還聲稱里加的OMON部隊裝備精良，因而無需派遣蘇軍部隊，當時那些部隊已經駐扎在里加待命。
OMON部隊沒有擅自行動——出版社被奪以後OMON聲稱蘇聯政府高官鮑里斯·普戈和米哈伊爾·戈巴契夫知道進攻發生，然而都拒絕介入，並且最高蘇維埃譴責了拉脫維亞共產黨。在事件發生前的12月，人民陣綫在其X小時指南中宣稱蘇聯最高蘇維埃議員組織的「聯盟」團體策劃了一場政變。
迪米特里·尤日科夫承認蘇軍對第一次的爆炸負有責任，然而沒人宣稱對後續的爆炸負責，而共產黨刊物指責是拉脫維亞民族主義者所為。在這些事件及後續事件的基礎上，一些嘗試行動的OMON軍官（即使多數人員未被定罪）、拉共、國際陣綫、全拉脫維亞公衆拯救委員會及少數相關組織皆因企圖政變而遭到議會的禁令，兩名共產黨及公衆拯救委員會領導人被控叛國罪。1999年11月9日，里加地區法院發現十名里加OMON軍官因為參與發動攻擊而判其有罪。
維克托·阿爾克斯尼斯將大批波羅的海的OMON部隊轉移到德涅斯特河沿岸以支援那裏的分離主義運動，里加OMON部隊司令官弗拉迪米爾·安久費耶夫在那裏開始使用化名瓦迪姆·謝夫佐夫出任安全部長，直到2012年。安久費耶夫2014年7月又作為俄羅斯支援的頓涅茨克人民共和國的「副總理」出現在烏克蘭。

## 非暴力抵抗
路障事件因參與者被公開鼓勵不要携帶武器而是一場非暴力抵抗運動，即使蘇聯采取暴力手段反擊抗議者。
拉脫維亞人民陣綫發展出了一項稱作「X小時指南」的計劃，在1990年12月發表。提出了如果來自蘇聯的入侵和軍事行動法令出台時公衆該怎麽做。計劃宣稱所有抗議活動必須沒有暴力，並且每件事請要有音視訊資料可查，以作為潛在的證據反擊克里姆林宮政治宣傳。
儘管米哈伊爾·戈巴契夫保證不使用暴力方式去改變波羅的海三國的權力，蘇軍和内務部隊還是在1991年1月攻擊了立陶宛和拉脫維亞的當地政府和戰略地點，殺害官員和平民。

## 遺存

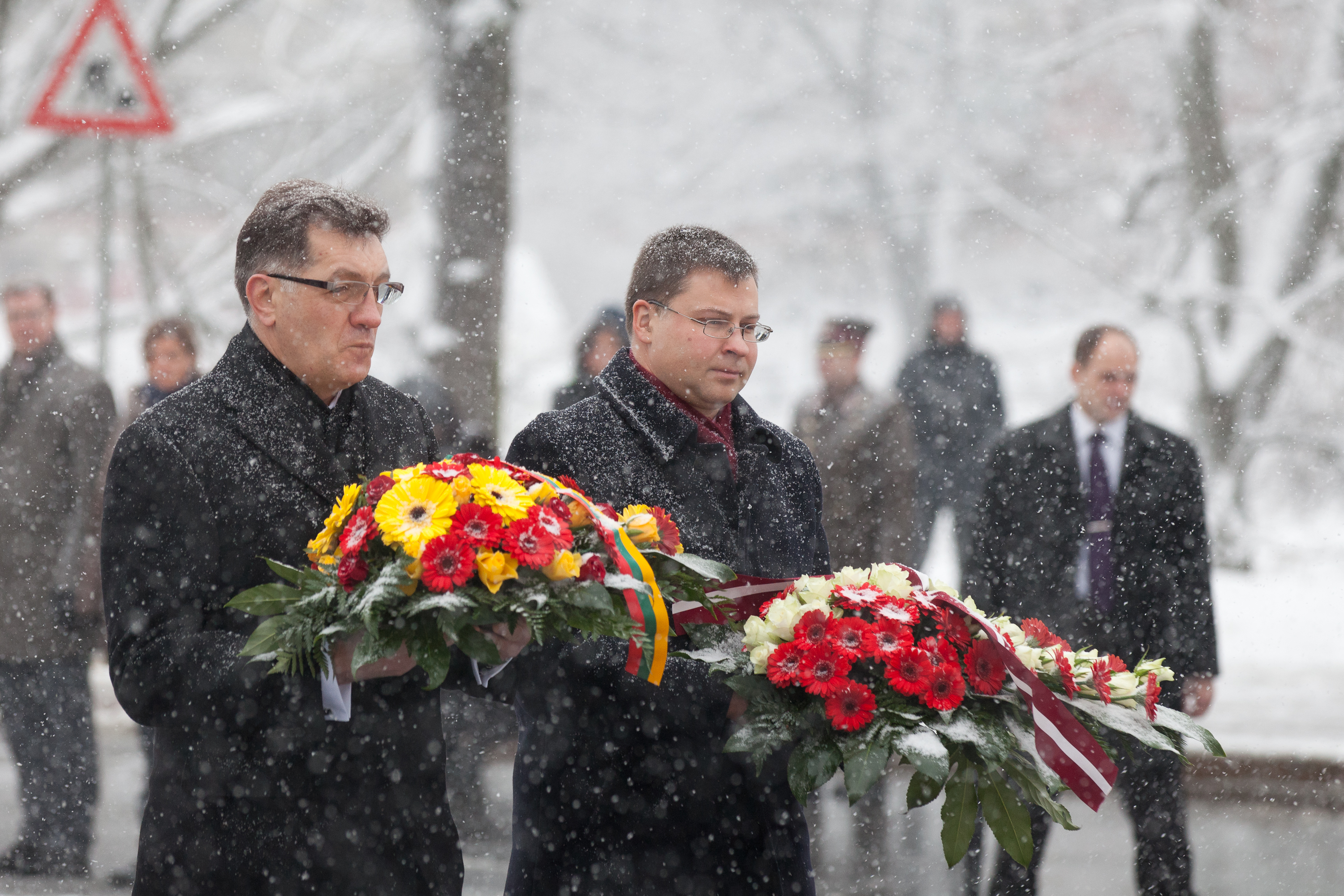
拉脫維亞和立陶宛總理瓦爾迪斯·東布羅夫斯基斯（右）與阿爾吉爾達斯·布特凱維丘斯紀念路障事件中的犧牲者（2013年1月20日）

1995年，「1991年路障事件參與者」援助基金設立。基金用於犧牲者的家屬，還從參與者獲取訊息。2001年該基金建立了「1991年路障事件博物館」以向公衆集中展示所獲得的資料。
1月20日是路障事件參與者紀念日，他們在這一天以及5月4日、8月21日和11月18日得到紀念。路障事件的參與者被頒發1991年路障事件參與者紀念章。這一獎項由「1991年路障事件參與者」基金設立於1996年。從1999年開始由政府頒發給路障事件中英勇及無私的參與者。路障事件在拉脫維亞有多處紀念碑。

### 書籍
- Mirlins, Aleksandrs (编).  (PDF). 由Puzo, Ivo; Upmace, Ieva翻译. Riga: Saeima. 2016  [2021-10-25]. ISBN 978-9934-14-777-7. （原始内容 (PDF)存档于2022-07-18）.